# Montebello (Califòrnia)
Montebello és una ciutat dels Estats Units a l'estat de Califòrnia. Segons el cens del 2000 tenia 62.150 habitants.

## Demografia
Segons el cens del 2000, Montebello tenia 62.150 habitants, 18.844 habitatges, i 14.867 famílies. La densitat de població era de 2.908,6 habitants/km².
Dels 18.844 habitatges en un 40,2% hi vivien nens de menys de 18 anys, en un 51,5% hi vivien parelles casades, en un 20,1% dones solteres, i en un 21,1% no eren unitats familiars. En el 17,1% dels habitatges hi vivien persones soles el 8% de les quals corresponia a persones de 65 anys o més que vivien soles. El nombre mitjà de persones vivint en cada habitatge era de 3,28 i el nombre mitjà de persones que vivien en cada família era de 3,67.
Per edats la població es repartia de la següent manera: un 28,6% tenia menys de 18 anys, un 10,4% entre 18 i 24, un 30,3% entre 25 i 44, un 18,2% de 45 a 60 i un 12,4% 65 anys o més.
L'edat mediana era de 31 anys. Per cada 100 dones de 18 o més anys hi havia 88,3 homes.
La renda mediana per habitatge era de 38.805 $ i la renda mediana per família de 41.257 $. Els homes tenien una renda mediana de 30.423 $ mentre que les dones 26.590 $. La renda per capita de la població era de 15.125 $. Entorn del 14,2% de les famílies i el 17% de la població estaven per davall del llindar de pobresa.

## Poblacions més properes
El següent diagrama mostra les poblacions més properes.